# Novello Theatre
Das Novello Theatre ist ein West End Theater auf der Straße Aldwych, im Stadtteil Westminster, London. Von 1913 bis 2005 war es unter dem Namen Strand Theatre bekannt.

## Geschichte
Das Theater wurde zusammen mit dem Aldwych Theatre auf beiden Seiten des Waldorf Hilton, London, gebaut, beide wurden von W. G. R. Sprague entworfen. Das Theater wurde von The Shubert Organization am 22. Mai 1905 als Waldorf Theatre eröffnet und 1909 in Strand Theatre umbenannt. 1911 wurde es erneut umbenannt, in Whitney Theatre und 1913 in Strand Theatre. 2005, wurde es von seinem Besitzer (Delfont Mackintosh Theatres) in Novello Theatre umbenannt, in Anlehnung an Ivor Novello, der zwischen 1913 und 1951 in der Wohnung über dem Apartment gelebt hat.
Die schwarze Komödie Arsen und Spitzenhäubchen (Arsenic and Old Lace) hatte in den 1940er Jahren insgesamt 1337 Vorstellungen, und Seemann paß auf (Sailor Beware!) lief ab 1955 für 1231 Vorstellungen. Stephen Sondheims Musical Toll trieben es die alten Römer (A Funny Thing Happened on the Way to the Forum) wurde hier 1963 eröffnet und lief fast zwei Jahre lang. 1971 wurde hier die Komödie No Sex Please, We're British eröffnet, die über 10 Jahre ihres 16-jährigen Bestehens bis zum Übergang ins Garrick Theatre 1982 hier lief.
Das Theater wurde 1930 und Anfang der 1970er Jahre umfassend saniert. Es wurde am 20. Juli 1971 in die Grade II Liste des englischen Kulturerbes aufgenommen. Nach The Rat Pack: Live From Las Vegas im Jahr 2005, dem Jahr seines 100-jährigen Bestehens, wurde das Theater umfassend renoviert. Die derzeitige Sitzplatzkapazität beträgt 1105 Plätze.
Das Theater wurde am 8. Dezember 2005 mit der jährlichen Londoner Saison der Royal Shakespeare Company wiedereröffnet, die im März 2006 mit den vierwöchigen Läufen von Was ihr wollt (Twelfth Night), Die Komödie der Irrungen (The Comedy of Errors), Ein Sommernachtstraum (A Midsummer Night's Dream) und Wie es euch gefällt (As You Like It) endete.
Im Jahr 2006 war das Theater Gastgeber der Londoner Premiere des Broadway-Musicals Footloose mit Cheryl Baker in der Hauptrolle. Am 11. November endete Footloose mit der Rückkehr der Royal Shakespeare Company in die Saison 2006-7, woraufhin das Broadway-Musical The Drowsy Chaperone am 6. Juni 2007 seine Europapremiere feierte. Die Londoner Produktion beinhaltete Elaine Paige, Bob Martin, Summer Strallen und John Partridge. Die Londoner Produktion schloss nach nur zwei Monaten am 4. August 2007, nachdem sie trotz positiver Meldungen kein Publikum anzog.
Am 10. Juli 2007, nur drei Tage nach der Ankündigung von Drowsys vorzeitiger Schließung, wurde bekannt gegeben, dass das Theater die Heimat einer neuen musikalischen Version des MGM-Films Susan … verzweifelt gesucht (Desperately Seeking Susan) mit Musik von Blondie und Deborah Harry unter der Regie von Angus Jackson und mit Emma Williams und Kelly Price sein würde. Das Musical wurde am 16. Oktober 2007 (ursprünglich 12. Oktober 2007) zum ersten Mal aufgeführt und am 15. November 2007 zur Weltpremiere vorgestellt. Doch nur zwei Wochen nach der Eröffnung gab die Show nach einer kritischen Auseinandersetzung ihren endgültigen Auftritt für den 15. Dezember 2007 bekannt, nachdem sie nur vier Wochen lang Previews und vier Wochen Open Run gespielt und über 3,5 Millionen Pfund verloren hatten.
Ein schneller Ersatz war der Cross-West End Transfer von Shadowlands aus dem Wyndham’s Theatre, der am 21. Dezember 2007 für einen 12-wöchigen Lauf bis zum 25. Februar 2008 begann. Produzent Phil McIntyre eröffnete am 26. März 2008 ZooNation's Adaption des Musicals Into the Woods mit dem Titel Into the Hoods.
Das Novello Theater ist eines der 40 Theater der DVD-Dokumentationsreihe Great West End Theatre 2012, die von Donald Sinden präsentiert wird.

## Nahegelegene Bahn-Stationen
- Charing Cross

## Bisherige und aktuelle Produktionen

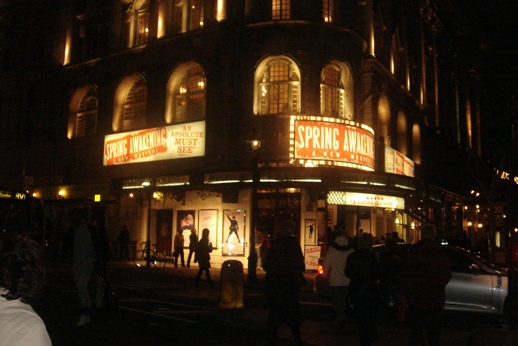
Spring Awakening am Novello, März 2009.

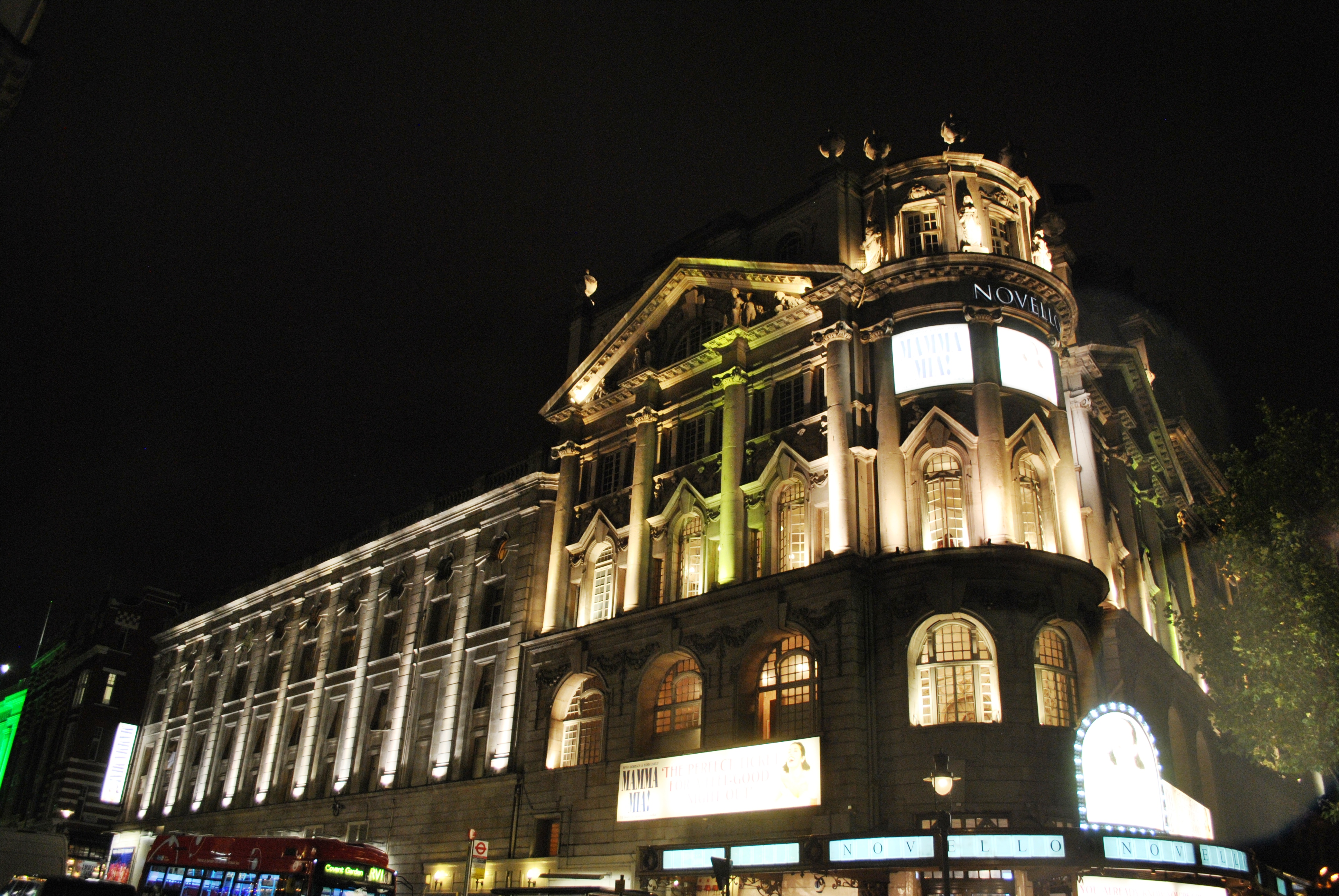
Mamma Mia! am Novello Theatre

- No Sex Please, We're British (3. Juni 1971 – 16. Januar 1982)
- The Real Thing (16. November 1982 – 16. Februar 1985)
- Cabaret (17. Juli 1986 – 4. Mai 1987)
- Someone Like You (22. März 1990 – 26. April 1990)
- Leonardo the Musical: A Portrait of Love (3. Juni 1993 – 10. Juli 1993)
- Buddy (6. Oktober 1995 – 3. März 2002)
- The Rat Pack: Live From Las Vegas (1. Juli 2003 – 28. Mai 2005)
- The RSC's Twelfth Night (8. Dezember 2005 – 31. Dezember 2005)
- The RSC's The Comedy of Errors (6. Januar 2006 – 28. Januar 2006)
- The RSC's A Midsummer Night's Dream (2. Februar 2006 – 25. Februar 2006)
- The RSC's As You Like It (2. März 2006 – 25. März 2006)
- Footloose – The Musical (8. April 2006 – 11. November 2006)
- The RSC's Much Ado About Nothing (7. Dezember 2006 – 6. Januar 2007)
- The RSC's Antony and Cleopatra (11. Januar 2007 – 17. Februar 2007)
- The RSC's The Tempest (22. Februar 2007 – 24. März 2007)
- The Drowsy Chaperone (6. Juni 2007 – 4. August 2007)
- Desperately Seeking Susan – A New Musical (15. November 2007 – 15. Dezember 2007)
- Shadowlands (21. Dezember 2007 – 23. Februar 2008)
- Into the Hoods (14. März 2008 – 30. August 2008)
- Eurobeat - Almost Eurovision (9. September 2008 – 1. November 2008)
- The RSC's Hamlet (3. Dezember 2008 – 10. Januar 2009)
- The RSC's A Midsummer Night's Dream (15. Januar 2009 – 7. Februar 2009)
- The RSC's The Taming of the Shrew (12. Februar 2009 – 7. März 2009)
- Spring Awakening (21. März 2009 – 30. Mai 2009)
- An Inspector Calls (22. September 2009 – 14. November 2009)
- Cat On A Hot Tin Roof (12. Dezember 2009 – 10. April 2010)
- Grumpy Old Women Live 2 – Chin Up Britain (14 April – 5. Juni 2010)
- Tap Dogs (15. Juni 2010 – 5. September 2010)
- Onassis (12. Oktober 2010 – 8. Januar 2011)
- Betty Blue Eyes (19. März 2011 – 24. September 2011)
- Crazy for You (8. Oktober 2011 – 17. März 2012)
- Noises Off (24. März 2012 – 30. Juni 2012)
- Derren Brown: Svengali Tour (9. Juli 2012 – 11. August 2012)
- Mamma Mia! (6. September 2012 –)